# Watch Me!
"Watch Me!" là một ca khúc của bộ đôi nghệ sĩ người Nhật Bản Yoasobi, ra mắt vào ngày 18 tháng 5 năm 2025 dưới dạng đĩa đơn, thông qua Echoes và Sony Music Entertainment Japan. Bài hát được viết dựa trên truyện ngắn Kokoro Kororon của họa sĩ truyện tranh Shinohara Kenta và được chọn làm bài hát chủ đề mở đầu cho bộ anime truyền hình Witch Watch được lên sóng vào năm 2025.

## Bối cảnh và phát hành
Sau khi bản chuyển thể thành anime truyền hình của bộ manga Witch Watch của Shinohara Kenta được công bố lần đầu vào ngày 19 tháng 8 năm 2024, trong đoạn phim giới thiệu thứ hai của loạt anime được đăng tải vào ngày 17 tháng 2 năm 2025 đã hé lộ ca khúc mở đầu mang tên "Watch Me!" do bộ đôi Yoasobi thể hiện. Trong thông cáo báo chí, Ayase (một thành viên của Yoasobi) tiết lộ rằng anh là một người hâm mộ của bộ manga Witch Watch cũng như các tác phẩm khác của họa sĩ Kenta, trong đó có cả tác phẩm Sket Dance. Ca khúc "Watch Me!" được phát lần đầu trong phần mở đầu của bộ anime với tập đầu tiên được phát sóng vào ngày 6 tháng 4. Đến ngày 11 tháng 5, sau khi tập 6 của bộ anime kết thúc, Yoasobi thông báo rằng "Watch Me!" sẽ được phát hành trên các nền tảng phát hành nhạc kỹ thuật số và streaming vào ngày 18 tháng 5. Phiên bản tiếng Anh của ca khúc dự kiến phát hành vào ngày 30 tháng 5 năm 2025.

## Sáng tác
"Watch Me!" được lấy cảm hứng từ Kokoro Kororon, là một phần truyện ngắn do tác giả của bộ manga Witch Watch là Shinohara Kenta sáng tác. Câu chuyện xoay quanh nhân vật chính, Wakatsuki Nico, trong khoảng thời gian trước khi cô bắt đầu khóa huấn luyện phù thủy. Nội dung của câu chuyện khắc họa mối quan hệ giữa Nico và người bạn thuở nhỏ của cô là Otogi Morihito khi cả hai cùng nhau đối mặt với những rắc rối do phép thuật của cô gây ra, đồng thời thể hiện sự gắn kết sâu sắc giữa hai người họ.

## Video âm nhạc
Một video âm nhạc hoạt hình đi kèm của "Watch Me!" được công chiếu lần đầu vào lúc 17:30 JST ngày 18 tháng 5 năm 2025, trùng thời điểm với ngày phát hành đĩa đơn. MV do Chiba Daisuke thuộc studio Folium sản xuất và được đạo diễn bởi Nakagaito Yū. Phần hình ảnh được thể hiện dưới dạng hoạt hình, là sự kết hợp giữa những phân cảnh chọn lọc từ bộ anime Witch Watch và những cảnh quay gốc được thiết kế riêng dành cho MV. Toàn bộ dàn nhân vật trong anime, bao gồm cả hai nhân vật chính Wakatsuki Nico và Otogi Morihito đều được góp mặt.

## Biểu diễn trực tiếp

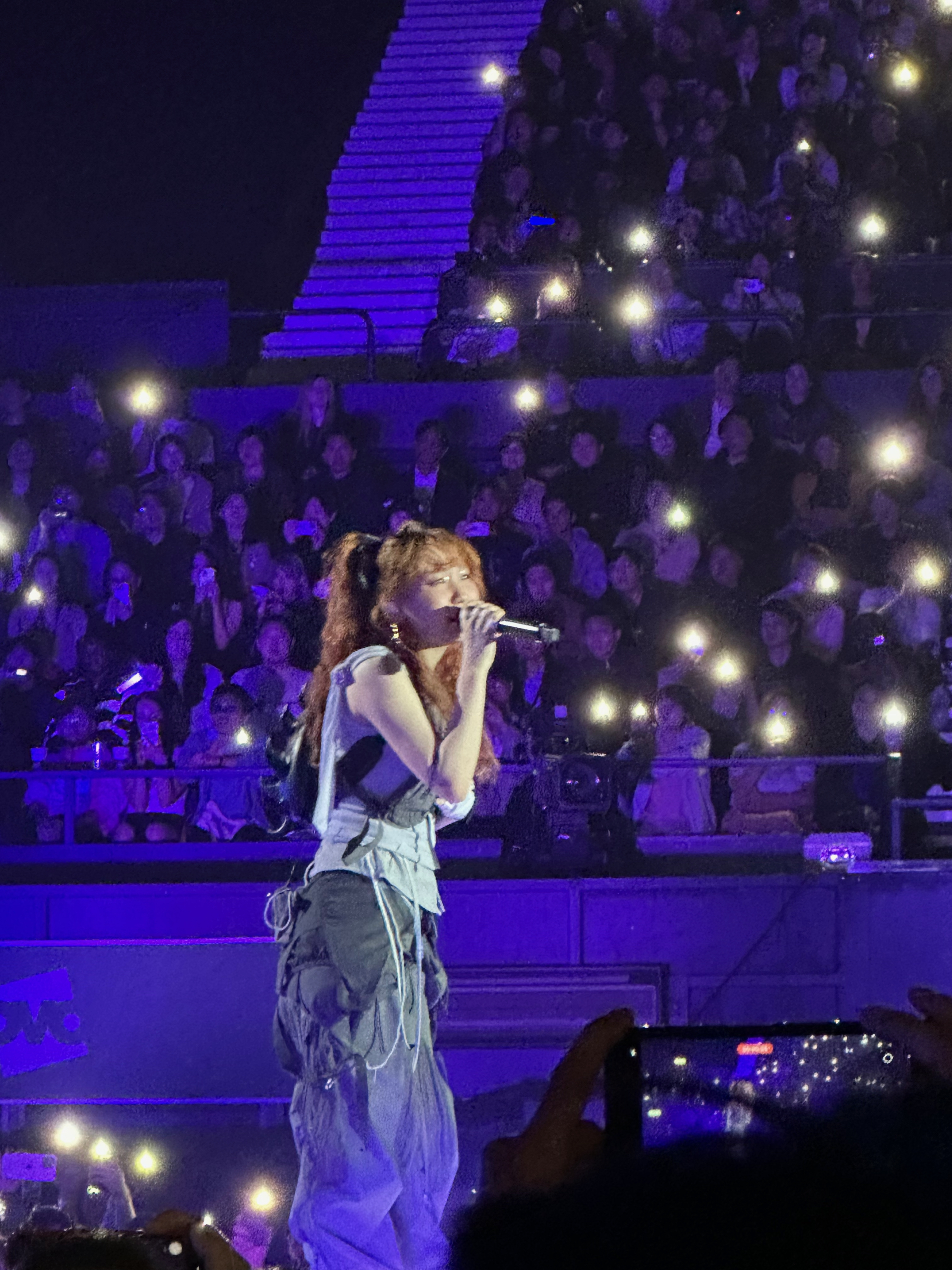
Ikura (trong ảnh) tại buổi hòa nhạc của Yoasobi ở London, nơi bộ đôi lần đầu trình diễn "Watch Me!".

Yoasobi lần đầu biểu diễn trực tiếp ca khúc "Watch Me!" trong buổi hòa nhạc đặc biệt được tổ chức trong hai ngày mùng 8 và 9 tháng 6 năm 2025 tại Wembley Arena, London, Vương quốc Anh. Sau đó, bài hát này tiếp tục được đưa vào danh sách tiết mục chính thức trong chuyến lưu diễn Wandara Hall Tour 2025.

## Đội ngũ thực hiện
- Ayase – viết lời, sản xuất
- Lilas – giọng hát
- AssH – guitar
- Aoki Konnie – lời bài hát tiếng Anh
- Shinohara Kenta – tác giả nguyên tác

## Xếp hạng
| Xếp hạng (2025)                          | Thứ hạng cao nhất |
| ---------------------------------------- | ----------------- |
| Nhật Bản (Japan Hot 100)                 | 16                |
| Nhật Bản Hot Animation (Billboard Japan) | 6                 |
| Nhật Bản (Oricon)                        | 17                |
| Nhật Bản Combined Singles (Oricon)       | 22                |
| Nhật Bản Anime Singles (Oricon)          | 6                 |
| Hàn Quốc Download (Circle)               | 186               |

## Lịch sử phát hành
| Vùng      | Ngày                | Định dạng                 | Phiên bản    | Hãng đĩa          | T.k    |
| --------- | ------------------- | ------------------------- | ------------ | ----------------- | ------ |
| Nhiều nơi | 18 tháng 5 năm 2025 | Tải kỹ thuật số streaming | Bản gốc      | Echoes Sony Japan | [ 19 ] |
| Nhiều nơi | 30 tháng 5 năm 2025 | Tải kỹ thuật số streaming | Tiếng Anh    | Echoes Sony Japan | [ 20 ] |
| Nhật Bản  | 25 tháng 6 năm 2025 | Đĩa đơn CD                | Bản giới hạn | Echoes Sony Japan | [ 21 ] |